# マイデル・カスティーリョ
マイデル・カスティーリョ・ムガ（Maider Castillo Muga、1976年8月3日 - ）は、スペイン・バスク州ギプスコア県エイバル出身の女子サッカー選手。スペイン代表だった。

## 経歴
1976年にバスク州ギプスコア県エイバルに生まれ、地元のエイバルタラクFTからデビューした。1998年には短期間だが日本女子サッカーリーグの宝塚バニーズに在籍した。2001年にはリーグ2連覇中だったレバンテUDに在籍した。2007-08シーズンにはプリメーラ・ディビシオン・フェメニーナで優勝し、コパ・デ・ラ・レイナでは4度優勝した。
1996年から2007年までは長らくスペイン代表の一員でもあり、1997年にはUEFA欧州女子選手権1997に出場してベスト4となった。2015年に現役引退した。

## 所属
- 1989–1999  エイバルタラクFT
- 1998  宝塚バニーズ
- 1999–2001  ADトレホンCF
- 2001–2015  レバンテUD

## タイトル
レバンテUD
- プリメーラ・ディビシオン・フェメニーナ (1) : 2007-08
- コパ・デ・ラ・レイナ (4) : 2002, 2004, 2005, 2007